# 大和藤中
大和 藤中（やまと ふじなか、1985年9月2日 - ）は、日本のプロボクサー、元大相撲力士である。本名及び旧リングネーム・大相撲力士時代の四股名は藤中 充紀（ふじなか みつのり）。宮崎県宮崎市出身。デビュー当時は金子ボクシングジム所属だったが、現在はDANGAN AOKI BOXING GYM所属。階級はヘビー級。
弟である藤中周作も金子ジム所属のプロボクサーで、2011年にウェルター級全日本新人王を獲得している。

## 来歴

### 力士時代
小1時にわんぱく相撲宮崎市3位、小3から中2までは空手、中1で柔道を始め中3で宮崎県3位。中学卒業後に上京し、ボクサーを目指したが一度断念。貴乃花に憧れ、2004年に貴乃花部屋の新弟子第1号として大相撲入りした。
同年3月場所で初土俵。5月場所は序ノ口で負け越し、翌7月場所は勝ち越して、翌9月場所では序二段に昇進したものの、同場所を全休して引退。本名と同じ藤中から四股名を改名することはなかった。

### プロボクサー時代
その後、金子ジムに入門し再びボクサーを目指す。
2009年12月、ヘビー級プロテストで合格。
2010年5月19日、後楽園ホールで開かれた「ボクシングの日」イベントにてひまわり真戦でデビューするが、3回TKO負け。
2010年12月25日、大阪松下IMPホールでマサ竹蔵に判定負け。
2011年4月2日、マンモス植田に判定勝ちを収め、3戦目で初白星。
2011年5月7日、大阪府立体育会館にてタカシラサカに判定負け。
2012年、リングネームを本名から大和藤中に改名。
2012年11月4日、東日本新人王決定オープン戦としてマンモス植田と対戦し、判定勝利。
2012年12月16日、全日本新人王決定戦にヘビー級東軍代表として出場、西軍代表・マサ竹蔵を2回TKOで倒し、記念すべき初代全日本ヘビー級新人王を獲得した。
2013年4月21日、日韓親善対抗戦としてイ・ギョンハクと対戦し、判定勝利。
2014年1月11日、元WBA世界スーパーウエルター級暫定王者でヘビー級転向を目指していた石田順裕と査定エキシビション。
2015年11月18日、後の日本ヘビー級王者上田龍と対戦も判定負け。
2022年3月23日、DANGAN AOKIに移籍。

## 戦績
- プロボクシング：13戦 7勝 3KO 6敗

| 戦           | 日付           | 勝敗 | 時間    | 内容    | 対戦相手                           | 国籍 | 備考                       |
| ------------ | -------------- | ---- | ------- | ------- | ---------------------------------- | ---- | -------------------------- |
| 1            | 2010年5月19日  | 敗北 | 3R 2:50 | TKO     | ひまわり真 （大橋）                | 日本 | プロデビュー戦             |
| 2            | 2010年12月5日  | 敗北 | 4R      | 判定0-3 | マサ竹蔵 （Gツダ）                 | 日本 |                            |
| 3            | 2011年4月2日   | 勝利 | 4R      | 判定3-0 | マンモス植田 （川崎新田）          | 日本 |                            |
| 4            | 2011年5月7日   | 敗北 | 4R      | 判定0-2 | タカシラサカ （BMB）               | 日本 |                            |
| 5            | 2012年11月4日  | 勝利 | 4R      | 判定2-1 | マンモス植田 （川崎新田）          | 日本 | 東日本新人王決定オープン戦 |
| 6            | 2012年12月16日 | 勝利 | 2R 2:13 | TKO     | マサ竹蔵 （Gツダ）                 | 日本 | 全日本ヘビー級新人王獲得   |
| 7            | 2013年4月21日  | 勝利 | 4R      | 判定2-0 | イ・ギョンハク                     | 韓国 |                            |
| 8            | 2015年3月13日  | 勝利 | 6R      | 判定3-0 | キム・キナム                       | 韓国 |                            |
| 9            | 2015年5月29日  | 勝利 | 1R 3:07 | TKO     | プラカムペット・ポーパラポン       | タイ |                            |
| 10           | 2015年11月18日 | 敗北 | 6R      | 判定0-3 | 上田龍 （石神井S）                 | 日本 |                            |
| 11           | 2016年3月16日  | 勝利 | 2R 1:55 | TKO     | スメート・シットサイトーン         | タイ |                            |
| 12           | 2018年3月13日  | 敗北 | 8R      | 判定0-3 | カジョーンサック・シットサイトーン | タイ |                            |
| 13           | 2019年4月5日   | 敗北 | 6R 2:06 | TKO     | 上田龍 （石神井S）                 | 日本 |                            |
| テンプレート |                |      |         |         |                                    |      |                            |

## 獲得タイトル
- 第59回全日本ヘビー級新人王